# Céleste Van Exem
Céleste Van Exem, né le 4 octobre 1908 à Elverdinge, près d’Ypres (Belgique) et décédé le 20 septembre 1993 à Calcutta (Inde) était un prêtre jésuite belge, missionnaire au Bengale (Inde). Il est connu pour avoir été le premier soutien et directeur spirituel de Mère Teresa qui resta en contact avec lui durant toute sa vie. 

## Biographie

### Jeunesse et formation
Né à Elverdinge, à quelques kilomètres de la ville d’Ypres, en Flandre occidentale (Belgique), Céleste fait ses études secondaires au collège jésuite de Turnhout. Il entre dans la Compagnie de Jésus le 23 septembre 1927 et suit alors le cours ordinaire de la formation spirituelle et intellectuelle des jésuites. L'appel d'un missionnaire en congé en Belgique, Prudence De Letter, l'inspire à se porter volontaire pour œuvrer auprès des musulmans. Avec l'approbation de ses supérieurs il s'inscrit aux cours de langues sanskrite  et arabe de l'institut oriental de l'université de Louvain. Il est envoyé au Liban (Beyrouth), en Syrie et Égypte, pour s’initier à la langue arabe et mieux connaitre l’Islam et le monde socio-culturel musulman.       

### Missionnaire au Bengale
Destiné à la mission du Bengale Van Exem arrive à Calcutta en 1938. Achevant ses études de théologie au théologat de Kurseong il y est ordonné prêtre le 21 novembre 1940.  Il est en fait destiné à fonder à Calcutta, avec Julien Bayart (Bouddhisme), Robert Antoine (Hindouisme) et Victor Courtois (Islam), un ‘Institut oriental’ pour une meilleure connaissance des religions non chrétiennes. Van Exem est éditeur pour quelque temps du mensuel ‘Light of the East’, une des premières publications jamais consacrées au dialogue interreligieux avec l’Islam. En 1942 il passe une dizaine de mois à Ranchi pour y faire son 'Troisième An' qui termine la formation jésuite. L'année suivante il est de retour à Calcutta (Boitakhana). 

### Rencontre avec Mère Teresa
Vers 1944, Van Exem rencontre la jeune sœur albanaise Mary-Teresa (plus tard ‘Mère Teresa’) qui enseigne et est directrice de la 'Loreto School' d’Entally (Calcutta) où il se rend régulièrement pour y célébrer la messe. Il en devient le confesseur et directeur spirituel. C’est tout naturellement à lui que la religieuse se confie lorsque, après l’expérience, en septembre 1946, de ce qu’elle perçoit comme un ‘appel dans l’appel’: Dieu l’appelle à donner sa vie entièrement aux plus pauvres.   
Rapidement convaincu de la sincérité de la jeune religieuse, le père Van Exem a la tâche délicate d’expliquer ce qu’il en est à Mgr Ferdinand Perier, très réticent archevêque de Calcutta, et surtout d’obtenir de lui une exclaustration canonique qui permette à Sœur Mary-Teresa de vivre seule, hors de son couvent, dans un quartier très pauvre de Calcutta. 
Cette rencontre change complètement la vie du prêtre également. Comme bientôt des jeunes filles se joignent à Mère Teresa (1949) pour ce travail au service des moribonds et démunis des rues de Calcutta, Van Exem est de plus en plus sollicité pour s‘occuper de leur formation spirituelle tout en guidant Mère Teresa dans sa vie personnelle comme dans les aspects religieux et canoniques de son projet de fondation des ‘Missionnaires de la Charité’. À la demande de Mère Teresa il en écrit les Constitutions (1950 et 1952) et en obtient l’approbation pontificale (le decretum laudis) en 1955.

### Changement d'orientation
Témoin direct de l'impact spirituel considérable de Mère Teresa sur tous, hindous, musulmans et chrétiens, le père Van Exem renonce à l'approche qu'il juge trop intellectuelle du dialogue interreligieux et s'engage désormais dans un travail pastoral direct auprès des pauvres: il est curé à Howrah, Asansol, Kidderpore (Calcutta) et ailleurs. Sa charge de paroisse ne l'empêche pas de consacrer une grande partie de son temps à la nouvelle congrégation religieuse qui croît rapidement. Tout au long de ces années il reste en contact proche, épistolaire ou autre avec la Mère Teresa qui apprécie son conseil. 
Mère Teresa écrivit de nombreuses lettres au père Van Exem, particulièrement durant les dernières années de sa vie, alors qu’une gangrène à la jambe le confine à l’infirmerie du collège Saint-Xavier de Calcutta. Elle décrit les progrès de l'Institut religieux des 'Missionnaires de la Charité' et de leurs activités de bienfaisance, ainsi que ses luttes personnelles et doutes spirituels. Ces lettres – qui ne sont pas encore dans le domaine public - sont sans doute les sources qui permettront au mieux de comprendre la vie intérieure, avec ses ombres et lumières, ses luttes et découragements – y compris la période de ‘nuit noire’ spirituelle - de Mère Teresa.  Elles seront utiles également pour l’histoire des origines et du premier groupe des religieuses, missionnaires de la charité. 
Le père Céleste Van Exem s’éteint à l’infirmerie du collège jésuite de Calcutta, le 20 septembre 1993. Il est enterré dans le caveau jésuite du cimetière de Sealdah.